# Bogus-Pipeline-Technik
Die Bogus-Pipeline-Technik ist eine Methode der Psychologie und der empirischen Sozialforschung, um die Anzahl ehrlicher Antworten auf sensitive Fragen zu erhöhen. Die Befragten werden an eine Art nachgebildete Maschine angeschlossen, die nicht funktioniert, aber von der behauptet wird, sie funktioniere wie ein Lügendetektor. Durch diesen Schwindel ('bogus pipeline' übersetzt: erschwindelter Zugang) wird den Befragten suggeriert, dass diese Maschine die ehrliche Antwort anzeigen wird, so dass die so Befragten viel ehrlicher antworten als Personen, die glauben, unentdeckt lügen zu können.

## Geschichte
Erstmals wissenschaftlich angewendet wurde die Bogus-Pipeline-Technik 1967 von dem Psychologen Harold Sigall, damals an der University of Rochester. Er befragte 60 weiße Studenten über ihre Einstellungen und Meinungen über Afroamerikaner, davon die Hälfte zusätzlich mit der Bogus-Pipeline-Technik. In dieser Gruppe war die Stärke negativer Vorurteile signifikant höher als in der Kontrollgruppe. Die Probanden behaupteten jedoch, sie hätten auch ohne die Bogus-Pipeline-Kontrolle dieselben Antworten gegeben.
Alexander und Fisher (2003, s. Weblinks) fragten Männer und Frauen nach der Anzahl ihrer bisherigen Sexpartner und fanden mit Bogus-Pipeline-Kontrolle bei Frauen eine signifikant höhere Zahl als bei offenen Antworten.
Eine weitere Variante dieses Vorgehens besteht darin, dass man einer Gruppe von Teenagern einen scheinbar wissenschaftlichen Film zeigte, demgemäß man die Rauchgewohnheiten durch eine Speichelanalyse aufdecken könne. Man entnahm ihnen dann eine Speichelprobe und befragte sie zu ihren eigenen Rauchgewohnheiten. Auch hier war der zugegebene Konsum deutlich höher als ohne Bogus-Pipeline-Technik.